# 主婦連合会
主婦連合会（しゅふれんごうかい、英: SHUFUREN）は、日本の女性団体で主に主婦が参加する団体である。各地の消費者団体と個人会員からなる連合会として活動している。

## 概要
1948年9月、奥むめおによる「不良マッチ退治主婦大会」をきっかけに、
同年9月15日に結成される。しゃもじとエプロンをシンボルに、表示と中身が異なる不当表示商品への抗議、物価問題、環境汚染問題、各種訴訟など消費者運動の先頭に立って活動する。日本の消費者団体としては最初期のものである。「主婦連」と略されることがある。機関紙は「主婦連たより」（月一刊）。
類似の団体として、1952年7月に設立された「全国地域婦人団体連絡協議会（現・全国女性団体連絡協議会）」がある。なお、東瀬幸枝が2007年に大阪で立ち上げた右派の女性団体「日本主婦連合会」は無関係。

## 沿革・活動

主婦連合会と日本婦人有権者同盟のメンバー。右隅の女性は市川房枝（1967年）

- 1948年9月15日 - 結成。最初の活動は10本中8本が火がつかないという不良マッチを撲滅する運動だった。
- 1949年 - 「主婦の店」選定運動開始。
- 1956年 - 活動拠点となる主婦会館が建てられる。
  - 1998年、主婦会館プラザエフとして改築され現在に至る。主婦連合会の本部事務所や主婦会館カウンセリング室、レストラン エフ、会議室・宴会場等が入った9階建てのビルである。一般財団法人主婦会館が管理する。
- 1960年 - うそつき缶詰事件（にせ牛缶事件）
  - 東京の主婦が、牛肉大和煮の缶詰に「ハエが入っていた」として、保健所に持ち込んだことが事件の発端。都衛生局が調べたところ、ラベルには牛の絵まであるにもかかわらず、中身は当時は安価な鯨肉や馬肉であった。この問題を重視した主婦連合会は缶詰協会と関係省庁を招き、うそつき缶詰追放対策懇談界を開催。これが1962年の不当景品類及び不当表示防止法立法の契機となった。
- 1965年 - 全国地域婦人団体連絡協議会などとともに「選挙法改正運動協議会」に参加。東京都議会黒い霧事件で議会解散、次いで行われた都議会選挙において悪質候補者追放運動を行った[3]。
- 1971年 - 主婦連ジュース事件（後述）。
- 近年の活動としては、総務省デジタル・コンテンツの流通の促進等に関する検討委員会や、文化庁私的録音録画小委員会での活動が挙げられる。両委員会やメディアに対して河村真紀子委員は、現在一般家庭に普及している録画機器が家庭内で楽しむ場合でも別媒体への移動が1回（コピーワンス）しかできず、移動に失敗した場合や、単なる試しのためにコピーした等の場合でも、元の録画データは消去されてしまうこと、また、大半を占める善意の消費者が、モバイル等複数機器でコンテンツを楽しめないこと等について改善を図るべきであるとの趣旨の発言をしている[4][5]。その他、河村委員は、アナログ時代と比べた場合、利便性が低下するのではないか[6]、放送番組の二次利用の低さに関する疑問[7]、録画機器やDVD-Rを購入すると消費者が、再び著作権者や著作隣接権者に対し著作権料を支払うことになる（二重課金・二重徴収）、消費者が見たいコンテンツを作る事への怠慢、補償金制度への疑問[8][9]といった、消費者の不利益、今後の不利益に繋がる可能性について指摘・発言している。

## 主婦連ジュース事件
1971年3月に公取委が認定した、果実飲料等の表示に関する公正競争規約について、景表法10条6項（現12条2項1 - 3号） に基づき不服申立てをした事件。最高裁まで争われるも「（一般消費者は）不服申立をする法律上の利益をもつ者と認めることはできないもの」（最高裁(第三小法廷)昭和53年3月14日判決）として、主婦連合会の主張は退けられている。

## 参考資料
- 『主婦連合会』 - コトバンク